# AE del Cotxer
AE del Cotxer (AE Aurigae) és una estrella fugitiva (runaway star en anglès) a la constel·lació del Cotxer (Auriga).
AE Aurigae és una estrella blava de la seqüència principal del tipus O amb una humil magnitud aparent de +5,99. Està classificada coma una variable del tipus Orió i el seu esclat varia irregularment entre les magnituds de +5,78 i +6,08. Està aproximadament a 1.460 anys llum de la Terra.